# Première guerre carnatique
Guerre de Succession d'Autriche
Batailles
- Négapatam (1746)
- Madras (1746)
- Adyar (1746)
- Gondelour (1748)
- Pondichéry (1748)

La première guerre carnatique est un conflit militaire qui se déroule de 1746 à 1748 en Inde du Sud, dans le cadre de la guerre de Succession d'Autriche. Elle est la première des trois guerres carnatiques, qui débouchent sur l'affermissement de la domination britannique sur la côte est du territoire indien. 
Sur terre, les affrontements opposent les compagnies française et anglaise des Indes orientales pour la possession des comptoirs de Madras, Pondichéry et Gondelour ; sur mer, les forces navales des deux camps se livrent à des engagements souvent indécis. Outre qu'elle démontre aux observateurs français, anglais et indiens l'incontestable supériorité des armées entraînées à l'européenne sur celles des princes indiens locaux, cette guerre ouvre la voie à l'expansion de l'hégémonie française en Inde du Sud lors de la seconde guerre carnatique.

## Contexte
En 1720, la France nationalise la Compagnie française des Indes orientales afin d'accélérer l'expansion de son empire colonial. En Inde, cette politique devient source de tensions avec les colons britanniques et explique en partie l'entrée en guerre de la Grande-Bretagne contre la France lors de la guerre de Succession d'Autriche, en 1744. Sur le continent indien, les hostilités éclatent avec l'attaque d'une escadre française par la flotte britannique, à la suite de quoi le gouverneur-général français, Joseph François Dupleix, s'empresse de solliciter des renforts à Paris. 

## Déroulement des opérations

### Prise de Madras par les Français
Une escadre sous le commandement du capitaine Bertrand-François Mahé de La Bourdonnais arrive au large des côtes en 1746. Au mois de juillet, La Bourdonnais se mesure aux navires anglais de l'amiral Edward Peyton au cours de la bataille de Négapatam, qui s'avère indécise ; le Malouin gagne alors Pondichéry pour réparer ses bateaux et s'entretenir avec Dupleix sur la stratégie à tenir. Les deux flottes se rencontrent à nouveau le 19 août mais Peyton refuse le combat et se réfugie au Bengale. 
Le 4 septembre 1746, La Bourdonnais mène une expédition contre Madras qui se rend aux Français après plusieurs jours de bombardement. Les responsables britanniques du comptoir sont faits prisonniers et envoyés à Pondichéry. Un accord visant à restituer la ville aux Anglais après négociations est en outre rejeté par Dupleix qui souhaite incorporer Madras au giron français.
Le reste des colons britanniques sont invités à faire le serment de ne plus prendre les armes contre la France. Seule une poignée d'entre eux refuse (parmi lesquels le jeune Robert Clive) et est maintenue sous faible garde tandis que les Français s'emploient à détruire le fort. Déguisés en indigènes, Clive et trois de ses camarades parviennent à s'échapper et à rallier le fort Saint-David près de Gondelour, à 80 km au sud de Madras,.

### De la bataille d'Adyar au siège de Pondichéry

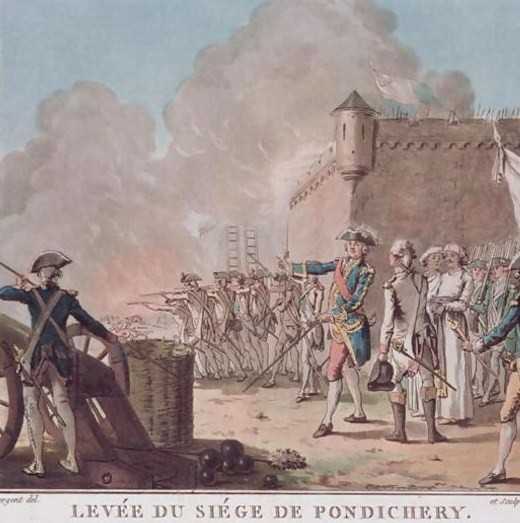
Levée du siège de Pondichéry par Dupleix en 1748 (gravure de Sergent-Marceau).

Dans le même temps, indisposé par le refus de Dupleix de lui remettre Madras, le nabab du Carnate Anaverdi Khan rassemble une armée de 3 000 soldats afin d'enlever la place par la force. Privé du soutien de La Bourdonnais avec lequel il s'est fâché à propos du sort de Madras, Dupleix ne peut lui opposer que 500 hommes commandés par le capitaine Paradis. Lors de la bataille d'Adyar, le 29 octobre, ce dernier repousse avec succès les forces du nabab. Comme l'écrit Rose Vincent, « la preuve est ainsi faite qu'une poignée d'Européens résolus suffit à mettre en déroute une grande armée indienne ».
Dupleix concentre ensuite ses efforts autour du fort Saint-David. Consterné par sa défaite à Adyar, Anaverdi envoie quant à lui son fils Muhammed Ali auprès des Anglais pour les aider à défendre Gondelour. De fait, sa contribution est décisive dans la mise en échec d'une attaque française contre la place en décembre 1746. Quelques mois plus tard, Dupleix signe finalement la paix avec Anaverdi et obtient le retrait de ses troupes. Les Français, à présent commandés par de Bury, lancent une nouvelle attaque contre Gondelour et refoulent les défenseurs à l'intérieur des murs. Une contre-attaque des troupes britanniques et de celles du nabab parvient cependant à rétablir la situation, ce qui incite les assiégeants à se retirer sur Pondichéry.
En 1748, le major Stringer Lawrence prend le commandement de l'armée britannique à Fort Saint-David. Ayant reçu des renforts en provenance d'Europe, en particulier les navires de l'amiral Edward Boscawen, les Anglais mettent le siège devant Pondichéry à la fin du mois d'août 1748. Leur armée, qui souffre du manque de ravitaillement et du climat marécageux qui favorise la propagation des maladies, finit cependant par lever le siège le 17 octobre. En dépit de cette victoire de Dupleix, ce dernier ne peut espérer conserver Madras compte tenu de la faiblesse de ses forces. Le gouverneur français envisage alors de l'offrir au nabab en échange de concessions territoriales autour de Pondichéry, mais le traité d'Aix-la-Chapelle, ratifié le 18 octobre 1748, restitue Madras aux Britanniques.

## Conséquences
L'efficacité de petits contingents français face à des troupes indiennes largement supérieures en nombre n'a pas échappé à Dupleix qui, en l'espace de quelques années, tire parti de cet avantage pour étendre considérablement l'influence française en Inde du Sud. Durant la seconde guerre carnatique, de 1748 à 1754, il profite des conflits pour la succession au nizam d'Hyderabad et à la nababie du Carnate pour accroître encore son autorité sur un certain nombre de provinces du sud de l'Inde. La Compagnie britannique des Indes orientales, en revanche, n'a pas beaucoup cherché à défendre ses intérêts et ne s'est opposée que mollement à la politique expansionniste de Dupleix. Le gouverneur de Madras, Thomas Saunders, et ses deux lieutenants Lawrence et Robert Clive, sont parmi les premiers à prendre conscience de la menace que les ambitions françaises font peser sur la Compagnie anglaise. Dès 1751, Clive entame une série d'exploits militaires qui consolident la mainmise des Britanniques sur leurs possessions jusqu'à la fin du conflit.